# Andrei Mureșanu
Andrei Mureșanu (Beszterce, 1816. november 16. – Brassó, 1863. október 12.) erdélyi román költő és forradalmár.

## Életútja
Parasztcsalád gyermekeként született. Filozófiát és teológiát tanult Balázsfalván, majd 1838-tól kezdődően Brassóban töltött be tanári állást. Versei a Lap az észért, szívért és irodalomért (Foaia pentru minte, inimă și literatură) folyóiratban láttak először napvilágot.
Egyike volt az 1848-as forradalom vezéralakjainak. Brassóban írta Egy visszhang (Un răsunet) című versét, ami egy ismeretlen eredetű vallásos himnusz dallamára énekelve a románok forradalmi, majd 1990 után Ébredj, román! (Deșteaptă-te, române!) néven nemzeti himnusz lett.
Az 1848-as forradalmat követően Nagyszebenben dolgozott fordítóként, de költői tevékenysége se szűnt meg. 1862-ben jelentek meg kötetbe gyűjtött versei. 1863-ban hunyt el Brassóban.
Költeményei nagyrészt a Foaie pentru minte, inimă și literatură című folyóiratban jelentek meg.

## Művei
1. Icona cres, – tereiž cu miloace de a o face si mai… kr. Pp. Salzman traduca. Brassó. 1848. (Salzmann Krebsbüchlein-jának rumén ford.)
2. Din poeziele lui Andreiu Murășanu. Nagyszeben. 1862